# Catharine Maria Harman
Catharine Maria Harman, född 1730, död 1773, var en brittisk-amerikansk skådespelare. 
Hon var barnbarn till den brittiske skådespelaren Charlotte Charke och gifte sig 1750 med skådespelaren "Mr. Harman" (d. 1759). Hon var engagerad vid Old American Company, den enda teatern i de tretton kolonierna, 1756-59 och 1763-73. Hon beskrivs som Mary Adcocks efterträdare vid teatern och tillhörde dess mest framträdande medlemmar. 